# Nascut campió
Nascut campió (originalment en anglès, Born a Champion) és una pel·lícula dramàtica d'arts marcials estatunidenca del 2021 dirigida per Alex Ranarivelo i escrita per Sean Patrick Flanery i el mateix Ranarivelo. És protagonitzada per Flanery, Dennis Quaid i Katrina Bowden. La pel·lícula també inclou el lluitador d'arts marcials mixtes Edson Barboza, amb les aparicions de Renzo Gracie i Mickey Gall. S'ha subtitulat al català.

## Sinopsi
Mickey Kelley, un antic marine i un dels primers cinturons negres estatunidencs de jujutsu brasiler, s'allunya de tot el que estima i es dirigeix a un torneig no autoritzat d'arts marcials mixtes.

## Repartiment
- Sean Patrick Flanery com a Mickey Kelley
- Katrina Bowden com a Layla
- Dennis Quaid com a Mason
- Maurice Compte com a Rosco
- Currie Graham com a Burchman
- Costas Mandylor com a Dimitris
- Reno Wilson com a Terry Pittman
- Ali Afshar com el xeic
- Edson Barboza com a Marco Blaine